# Бефани, Василий Павлович
Василий Павлович Бефани (1843—1895) — прозаик, поэт.

## Биография
Из дворян Херсонской губернии, обрусевших греков; сын лейтенанта флота. Учился в гимназии при Ришельевском лицее в Одессе, затем в Московском университете. В 1860 году поступил на Черноморский флот юнкером. В 1863―1864 гг. участвовал в военных действиях на Кавказе. В 1866 году переведён на Балтийский флот, а в 1868 году, в чине капитана,― в интендантское управление Московского военного округа. Чиновник особых поручений (с 1876). В 1887 году вышел в отставку в чине коллежского советника и переехал в Петербург. Выступал как чтец и актёр-любитель. Составил и
издал несколько сборников: «Литературные вечера» (ч. 1―2, 1873), «Пикантные мотивы» (ч. 1―2, 1874; ч. 1―3, 1876), «Смех сквозь слёзы» (1876; совместно с Л. И. Пальминым), «Портфель сатирических куплетов, написанных на современные мотивы общественной жизни». Стихи Бефани, печатавшиеся в этих сборниках, в журнале «Мирской толк», повторяют характерные мотивы поэзии 1870―1880-х гг. ― обличение изломанности современного поколения, противопоставление крестьянского труда городской праздности. Выступал в разных жанрах: повесть «Разбитая жизнь» (1886), водевиль «Отелло в вицмундире» (1884), перевод комедии А. Дюма-сына «Fraпcillioп» (под названием «Без муки нет науки», 1889), а также воспоминаний Э. М. де Вогюэ о Ф. М. Достоевском (1886).
C конwf 1880-х гг. сотрудничал в газете «Петербургский листок»: отчёты о драматических спектаклях, несколько рассказов, критические статьи. Опубликовал там же повесть «Дока на доку» (1890), «историческую быль» «Расколоучитель» (1892), «роман из столичной жизни» «Жертвы страсти» (1894), исторический роман «Аракчеевец» (1894). В 1890-е гг. опять жил в Москве и был завсегдатаем литературно-театрального кружка при трактире «Малый
Ярославец». Согласно другому сообщению (Н. А. Скроботов), последние годы жизни Бефани провёл в своем имении близ Ярославля.